# كونستانتينا ديشا
كونستانتينا ديت أو كونستانتينا ديتوميسكو سابقًا (23 يناير 1970 في توربوريا، مقاطعة غورج)، هي عداءة مسافات طويلة رومانية، متخصصة بشكل رئيسي في نصف الماراثون والماراثون. حازت على الميدالية الذهبية في الماراثون في أولمبياد بكين 2008، بعد أن فازت سابقًا بميدالية برونزية في بطولة العالم لألعاب القوى 2005. كما مثلت بلادها في الألعاب الأولمبية عامي 2000 و2004. وكانت البطلة في بطولة العالم لنصف ماراثون الاتحاد الدولي لألعاب القوى 2005 - وهي أول رومانية تفوز بهذا الانجاز، وكانت الفائزة بماراثون شيكاغو عام 2004. وشاركت في سباق الماراثون في دورة الألعاب الأولمبية الصيفية 2012 وحصلت على المركز 86.

## إنجازات شخصية
- 5000 متر – 15:28.91 دقيقة (2000)
- 10.000 متر – 31:49.47 دقيقة (2006)
- نصف الماراثون – 1:08:07 ساعة (2006)
- ماراثون – 2:21:30 ساعة (2005)

## سباقات الماراثون
| العام | المسابقة       | المكان                | المركز | حدث     | ملاحظة     |
| ----- | -------------- | --------------------- | ------ | ------- | ---------- |
| 2001  | ماراثون طوكيو  | طوكيو                 | 4th    | ماراثون | 2:26:39    |
| 2004  | ماراثون شيكاغو | شيكاغو                | 1st    | ماراثون | 2:21:30 PB |
| 2007  | ماراثون لندن   | لندن، المملكة المتحدة | 3rd    | ماراثون | 2:23.55    |

## الجوائز
- أفضل رياضي روماني للعام: 2008
- جائزة الرابطة الدولية للماراثون وسباقات المسافات الطويلة لأفضل عداء ماراثون: 2008
- الجائزة الوطنية للرياضة: 2009